# Younger Than Yesterday
Younger Than Yesterday è il quarto album del gruppo folk rock statunitense The Byrds. Il disco venne pubblicato dalla Columbia Records nel febbraio 1967.
Nel 2003, l'album si è classificato alla posizione numero 124 nella lista dei 500 migliori album di sempre redatta dalla rivista Rolling Stone.

## Il disco
L'album vede la band continuare la propria opera di integrazione di elementi psichedelici nella propria musica, processo iniziato con il precedente lavoro, l'album Fifth Dimension. In aggiunta, l'album cattura il gruppo mentre sperimenta con nuove tessiture musicali, inclusi strumenti a fiato e nastri fatti suonare al contrario. Il disco vede anche l'affermarsi del bassista Chris Hillman, come terzo autore di canzoni nella band. Due delle composizioni di Hillman su Younger Than Yesterday mostrano influenze country & western, che possono essere definite anticipatorie della futura fase country rock che i Byrds intraprenderanno con i seguenti LP. Il titolo dell'album (che in italiano è traducibile con l'ossimoro "Più giovane di ieri") deriva dal testo della canzone My Back Pages, brano di Bob Dylan incluso nell'album.
Younger Than Yesterday raggiunse la posizione numero 24 nella classifica statunitense Billboard Top LPs e la numero 37 in Inghilterra. Come singolo anticipatorio dell'album a venire venne pubblicato nel gennaio 1967 il brano So You Want to Be a Rock 'n' Roll Star, che raggiunse la Top 30 di Billboard Hot 100. Altri due singoli estratti dal disco, My Back Pages e Have You Seen Her Face, riscossero anch'essi un moderato successo negli Stati Uniti. Tuttavia, nessuno dei singoli estratti dall'album riuscì ad entrare in classifica in Gran Bretagna. Anche se venne ampiamente sottovalutato all'epoca della sua pubblicazione, la reputazione del disco è enormemente cresciuta con il passare degli anni, ed oggi Younger Than Yesterday viene considerato in assoluto come uno dei migliori album dei Byrds.

### Origine e storia
Poco tempo dopo aver pubblicato Fifth Dimension, i Byrds si ritrovarono senza un produttore discografico poiché Allen Stanton, che aveva prodotto l'album, lasciò la Columbia Records per accasarsi alla A&M. La band scelse di rimpiazzare Stanton con Gary Usher, ex partner compositivo di Brian Wilson dei Beach Boys, che aveva recentemente coprodotto il primo album solista dell'ex-Byrd Gene Clark, Gene Clark with the Gosdin Brothers.
L'intero Younger Than Yesterday fu completato durante undici giorni di lavoro intensivo in studio di registrazione, iniziando il 28 novembre e terminando l'8 dicembre 1966. Il titolo di lavorazione dell'album era Sanctuary, ma venne cambiato verso la fine delle registrazioni in favore di un titolo ispirato al ritornello del brano di Bob Dylan My Back Pages:
«Ah, but I was so much older then,
I'm younger than that now».
Younger Than Yesterday fu il primo album ad essere interamente registrato dai Byrds senza la partecipazione del membro fondatore e principale autore della band Gene Clark.

### Musica
Younger Than Yesterday mostra i Byrds allargare con successo i propri orizzonti musicali in molteplici direzioni differenti. Chris Hillman contribuì all'opera con due brani country rock intitolati Time Between e The Girl with No Name, quest'ultimo ispirato da una giovane donna dall'insolito soprannome di "Girl Freiberg". Time Between, invece, è una canzone piuttosto pop influenzata dallo stile di Paul McCartney. Entrambi i brani contengono il contributo chitarristico countricheggiante del turnista Clarence White, che sarebbe successivamente entrato a far parte del gruppo dal 1968 al 1973.
Oltre che con questi due brani country, Hillman contribuì all'album con la psichedelica Thoughts and Words, influenzata dall'LSD, una meditazione metafisica sulle relazioni umane. La quarta canzone di Hillman sull'album, Have You Seen Her Face, in stile "British invasion", venne considerata abbastanza commerciale per essere pubblicata su singolo negli Stati Uniti.
Hillman collaborò anche alla stesura della traccia d'apertura del disco, la celebre So You Want to Be a Rock 'n' Roll Star. Con il suo testo sarcastico e satirico, la canzone ironizzava sulla smania di successo di band pop adolescenziali come i The Monkees. Tuttavia, So You Want to Be a Rock 'n' Roll Star suggeriva anche certe riflessioni sulle origini a tavolino dei Byrds degli inizi, inclusi i session men che avevano suonato sul loro singolo di debutto e il batterista Michael Clarke ingaggiato solo per il suo bell'aspetto invece che per le sue doti di musicista. Il giornalista musicale David Fricke ha fatto notare come questi fattori possano aver fatto erroneamente considerare ai fan So You Want to Be a Rock 'n' Roll Star come una canzone autobiografica. Il musicista jazz sudafricano Hugh Masekela contribuì suonando l'assolo di tromba contenuto nel brano, che rappresentò il primo utilizzo di uno strumento a fiato in una canzone dei Byrds. In seguito, Masekela e i Byrds avrebbero eseguito insieme So You Want to Be a Rock 'n' Roll Star al Monterey Pop Festival del 1967.
Le canzoni di McGuinn e Crosby, scritte sia insieme che separatamente, rappresentano un espandersi delle influenze jazzistiche e psichedeliche presenti in maniera rilevante nel precedente album della band. C.T.A.-102, così chiamata in onore alla stella quasar CTA-102, e composta da McGuinn e Bob Hippard, è una stramba ma convinta canzone che specula sull'esistenza di vita intelligente aliena nell'universo. Anche se una precedente canzone del gruppo intitolata Mr. Spaceman aveva già trattato tematiche simili, C.T.A.-102 è una riflessione più seriosa in materia, infarcita di numerosi stridenti effetti sonori di studio, che simulano voci aliene, e il suono di un oscillatore elettronico.

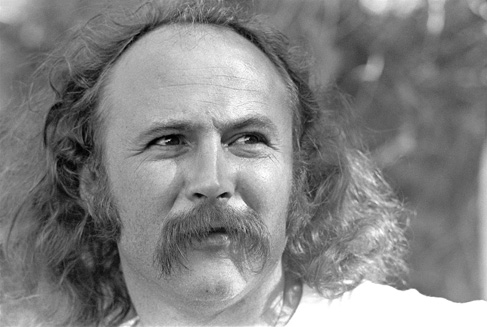
David Crosby nel 1976.

Anche l'abilità compositiva di David Crosby dimostrò di star progredendo velocemente, con l'onirica Renaissance Fair (scritta insieme a McGuinn) come esempio del suo stile immaginifico. Il brano è contraddistinto dalle chitarre incrociate di Crosby e McGuinn, e dal melodico basso suonato da Hillman. Ispirata da una visita a un festival medievale organizzato da un'emittente radiofonica di Los Angeles, l'ambientazione favolistica della canzone può essere vista come un'anticipazione tematica della successiva Guinnevere dello stesso Crosby. Altro contributo di Crosby all'album fu la jazzata Everybody's Been Burned, ombrosa riflessione sulla necessità di trovare un equilibrio fra la disillusione e la perseveranza in una relazione sentimentale, avvolta da indolenti, ipnotiche chitarre acustiche.
Le crescenti ambizioni autorali di Crosby, unite alla volontà di controllare la direzione artistica della band, furono alla base dei contrasti tra il musicista e i restanti membri del gruppo che avrebbero portato alla sua uscita dai Byrds durante le sessioni di registrazione del successivo album The Notorious Byrd Brothers. Una delle ragioni della scontentezza di Crosby durante le sedute per Younger Than Yesterday è da relazionarsi alla cover di Bob Dylan My Back Pages. La canzone era stata suggerita come veicolo promozionale per la band dal loro manager, Jim Dickson, ma poiché si trattava ormai della quarta traccia reinterpretata dai Byrds tratta da Another Side of Bob Dylan, Crosby sentiva, non senza giustificazione, che incidere My Back Pages sarebbe stato un passo indietro artistico per il gruppo. Comunque, sin dall'uscita dell'album nei negozi, la critica tutta riconobbe nell'incisione del brano una delle migliori interpretazioni di una composizione di Dylan da parte dei Byrds.
Inoltre, Crosby insistette per far includere nel disco due tracce in particolare. La prima, Mind Gardens, non piaceva agli altri membri del gruppo ed era stata derisa da Roger McGuinn che l'aveva definita "senza ritmo, metrica, e melodia". Sebbene Crosby stesso fosse parzialmente d'accordo con il giudizio di McGuinn, credeva che l'insolita struttura atonale del brano potesse rivelarsi una ventata d'aria fresca per lo stile della band. Anche se il brano viene spesso indicato da critica e pubblico come troppo autoindulgente, la sua atmosfera raga rock, il testo allegorico e il sottofondo di chitarre elettriche tipico dell'epoca, catturano in maniera esemplare i Byrds all'apice del loro periodo di creatività sperimentale.
Il secondo brano che Crosby spinse per l'inclusione sull'album è la traccia conclusiva, Why (scritta anch'essa insieme a McGuinn), già pubblicata in precedenza come B-side del singolo Eight Miles High, circa undici mesi prima. Tuttavia, la versione di Why inclusa in Younger Than Yesterday venne registrata nuovamente durante le sessioni per l'album ed è una take completamente differente rispetto a quella pubblicata in precedenza. Il motivo esatto per il quale Crosby insistette a recuperare una canzone già edita quando c'era disponibile nuovo materiale rimane un mistero, anche se il roadie Jimmi Seiter, ha speculato che potesse essere semplicemente un espediente messo in atto da Crosby per estendere il suo predominio compositivo sull'album in uscita. Ispirata dalla musica di Ravi Shankar, l'influenza indiana è considerevolmente meno lampante nella versione ri-registrata che appare in Younger Than Yesterday se comparata alla versione del singolo.

### Pubblicazione e accoglienza
| Recensione     | Giudizio       |
| -------------- | -------------- |
| Allmusic       | [ 25 ]         |
| Ondarock       | Pietra Miliare |
| Piero Scaruffi | 7/10           |

Younger Than Yesterday venne pubblicato negli Stati Uniti il 6 febbraio 1967 (n. cat. CL 2642 mono, CS 9442 stereo) e il 7 aprile dello stesso anno in Gran Bretagna (n. cat. BPG 62988 mono, SBPG 62988 stereo). Il disco raggiunse la posizione numero 24 della classifica Billboard Top LPs, restando in classifica per 24 settimane, e la posizione numero 37 nel Regno Unito, restando in classifica per sole 4 settimane. La copertina del disco mostra una fotografia dei membri della band la cui immagine è raddoppiata, sfasata e sovraesposta, opera di Frank Bez. Il singolo So You Want to Be a Rock 'n' Roll Star venne pubblicato il 9 gennaio 1967 e raggiunse la ventinovesima posizione della classifica statunitense Billboard Hot 100 ma fallì l'entrata in classifica in Gran Bretagna.
Alla sua pubblicazione, l'album ricevette recensioni complessivamente positive da parte della stampa musicale ufficiale. Tuttavia, la stampa underground ebbe commenti meno lusinghieri nei confronti dell'opera, con Richard Goldstein che scrisse sul The Village Voice, che "non c'era nulla di nuovo o entusiasmante in Younger Than Yesterday". Una recensione lievemente più favorevole ad opera di Sandy Pearlman in Crawdaddy! esprimeva qualche riserva sull'album ma lodava l'eclettismo musicale del disco nella sua interezza. Il celebre giornalista rock Lester Bangs affermò che "Younger Than Yesterday poteva essere considerato come il Revolver del pop-rock americano".
In Gran Bretagna, la giornalista Penny Valentine descrisse sulla rivista Disc il nuovo album dei Byrds come un ritorno alla forma migliore per la band. Melody Maker espresse commenti entusiastici circa l'album, commentando: "se ignorerete questo disco, non solo siete scemi, ma anche sordi!", mentre Record Mirror diede quattro stellette su cinque all'album.
Nel 1996 Younger Than Yesterday è stato ristampato in formato compact disc rimasterizzato a 20-bit come parte della serie "Columbia/Legacy Byrds Series". Sono state incluse diverse tracce bonus extra, incluse Lady Friend e Old John Robertson, entrambe pubblicate su singolo nel luglio 1967 ma non comprese sull'album originale. La versione rimasterizzata include anche il brano scartato di David Crosby It Happens Each Day, che era stato omesso dall'album, e Don't Make Waves, una canzone scritta per la colonna sonora del film di Alexander Mackendrick, Piano, piano non t'agitare. Infine, la traccia finale dell'edizione estesa è una traccia fantasma con le parti di chitarra di Mind Gardens, che erano suonate al contrario sull'album originale, qui presentate per la prima volta in assoluto suonate nel verso giusto, come erano state registrate all'epoca.

## Tracce

### Edizione originale in vinile

#### Lato A
1. So You Want to Be a Rock 'n' Roll Star - 2:05 - (McGuinn/Hillman)
2. Have You Seen Her Face - 2:40 - (Hillman)
3. C.T.A.-102 - 2:28 - (McGuinn/R.J. Hippard)
4. Renaissance Fair - 1:51 - (Crosby/McGuinn)
5. Time Between - 1:53 - (Hillman)
6. Everybody's Been Burned - 3:05 - (Crosby)

#### Lato B
1. Thoughts and Words - 2:56 - (Hillman)
2. Mind Gardens - 3:46 - (Crosby)
3. My Back Pages - 3:08 - (Dylan)
4. The Girl with No Name - 1:50 - (Hillman)
5. Why - 2:45 - (McGuinn/Crosby)

### Bonus tracks (ristampa CD 1996)
1. It Happens Each Day - 2:44 - (Crosby)
2. Don't Make Waves - 1:36 - (McGuinn/Hillman)
3. My Back Pages - 2:42 - (Dylan)
4. Mind Gardens - 3:17 - (Crosby)
5. Lady Friend - 2:30 - (Crosby)
6. Old John Robertson - 5:06 - (Hillman/McGuinn)

- Nota: Nei brani So You Want to Be a Rock 'n' Roll Star e Lady Friend suona il jazzista sudafricano Hugh Masekela.

## Formazione
The Byrds
- Roger McGuinn – chitarra, voce
- David Crosby – chitarra, voce
- Chris Hillman – basso, voce (chitarra acustica in bonus track 12)
- Michael Clarke – batteria

Musicisti aggiuntivi
- Hugh Masekela – tromba (traccia 1, bonus track 16)
- Cecil Barnard (Hotep Idris Galeta) – pianoforte (traccia 2)
- Jay Migliori - sassofono (traccia 4)
- Vern Gosdin – chitarra acustica (traccia 5)
- Clarence White – chitarra (tracce 5, 10)
- Daniel Ray (Big Black) – percussioni
- Musicista ignoto - organo (traccia 9)